# People Can Fly
People Can Fly — польская компания по разработке компьютерных игр. В 2013 году часть компании была приобретена американским разработчиком игр и игровых движков Epic Games, в результате чего компания функционировала как его дочернее предприятие. Однако 24 июня 2015 было объявлено, что компания вновь стала независимой и вернула своё старое название и логотип.

## История компании
People Can Fly была основана в Варшаве, столице Польши, как независимая компания по разработке игр. Она была основана Адрианом Хмеляжом (пол. Adrian Chmielarz) в феврале 2002 года. Много сотрудников новосозданной компании уже имели опыт работы в индустрии компьютерных игр, за плечами некоторых был десятилетний опыт работы и такие игры, как Gorky 17 (она же Odium).
Название «People Can Fly» было выбрано на основе перебора множества названий музыкальных альбомов и песен.
Первой игрой компании стал шутер от первого лица Painkiller, который был выпущен в апреле 2004 года и был очень тепло принят множеством игровых обозревателей. 22 ноября 2004 года компания выпустила к нему аддон под названием Painkiller: Battle Out of Hell. Также в 2006 году был выпущен спин-офф Painkiller: Hell Wars для игровой консоли Xbox. Также в разработке находились порты для PlayStation Portable и PlayStation 2, однако их разработка была отменена.
20 августа 2007 года известный американский разработчик Epic Games анонсировал покупку большинства акций People Can Fly. Марк Рейн (англ. Mark Rein), вице-президент Epic Games, так отозвался о People Can Fly: «Они показали нам только ранние прототипы, над которыми работали всего несколько недель, но когда мы это увидели, то были просто поражены». Адриан Хмеляж так отозвался о сделке: «Возможность работать с компанией, которая предоставляет наилучшие технологии, и возможность принимать участие в разработке ошеломительных фантастических игр было предложением, от которого невозможно было отказаться».
Позднее, в октябре 2007 года, Хмеляж дал интервью польскому игровому журналу «Neo Plus», в котором описал процесс покупки People Can Fly как многошаговый процесс. Столкнувшись с проблемами при расширении своего собственного (внутреннего) проприетарного игрового движка, People Can Fly решила приобрести (лицензировать) сторонний движок. Она выбрала Unreal Engine, что привело к контакту с Epic Games. После презентации демонстрационной версии для Epic Games, People Can Fly была нанята для разработки дополнительного контента PC-версии игры Gears of War. Пораженное качеством сделанной работы, руководство Epic Games решило полностью переложить всю работу по портированию Gears of War на People Can Fly. Успех ПК-версии игры и привёл к формальной покупке компании.
Ещё до официальной покупки часть сотрудников ушла из People Can Fly и основала новую компанию The Farm 51, которая впоследствии выпустила шутер NecroVisioN.
14 августа 2008 года Epic Games анонсировала о установлении соглашения с крупнейшим издателем Electronic Arts, согласно которому последний будет издавать неназванную игру, разработанную People Can Fly. Эта игра должна выйти для Windows, Xbox 360 и PlayStation 3.
В середине декабря 2009 года общественности стало известно, что компания People Can Fly зарегистрировала новую торговую марку под названием Bulletstorm. Предполагалось, что это название новой мультиплатформенной компьютерной игры, разработка которой была анонсирована летом 2008 года.
12 апреля 2010 года данная игра была официально анонсирована под окончательным названием Bulletstorm, были указаны её целевые платформы, жанровая принадлежность, общий сюжет и сеттинг. В начале февраля 2011 года в Сети была размещена компьютерная игра Duty Calls: The Calm Before the Storm, являющаяся частью рекламной кампании, проводимой в преддверии выхода Bulletstorm. 23 февраля одновременно с американским релизом шутера от первого лица Bulletstorm, компании People Can Fly и Electronic Arts официально анонсировали первую порцию дополнительного контента (Gun Sonata DLC), который вышел весной по цене $9,99 или 800 MS Points. Средний балл версии игры для Xbox 360 после публикации 20 обзоров, по данным Metacritic, составляет 86/100.
5 ноября 2013 года People Can Fly была переименована в Epic Games Poland.
24 июня 2015 года стало известно об отделении People Can Fly от Epic Games, снова став независимой компанией. Также компания выкупила права на шутер Bulletstorm.
25 июля 2017 года студией была выпущена компьютерная игра — Fortnite, разработанная американской компанией Epic Games совместно с польской студией People Can Fly.
Исполнительный директор Себастьян Войцеховский в 2018 году заявил, что они сосредоточились вместе с Square Enix на разработке шутера Outriders. Но возвращаться к Painkiller не намерены — права на франшизу находятся у THQ Nordic. По словам Войцеховского, «Я знаю, что некоторые люди всё ещё помнят об игре, но иногда думаю, пусть лучше она останется в памяти, как было, чем кто-то реально попытается её вернуть, и тогда все выдадут: „Ой, мы думали, что там будет что-то ещё“».
В 2020 году People Can Fly объявила о намерении стать публичной компанией и разместить акции на Варшавской фондовой бирже. В 2023 году Krafton приобрела 10 % акций. В январе 2024 года были уволены 30 сотрудников, работавших над неанонсированной игрой под кодовым названием Project Gemini для Square Enix. 1 июня 2025 года компания анонсировала реструктуризацию с сокращением некоторых специалистов и решила остановить работу над двумя проектами — Gemini и Bifrost в связи с отсутствием коммуникации с издателями и недостаточным финансированием.

## Игры студии
| Год  | Название                           | Платформы                                                           | Примечание                                       | Издатель                 |                 |
| ---- | ---------------------------------- | ------------------------------------------------------------------- | ------------------------------------------------ | ------------------------ | --------------- |
| 2004 | Painkiller                         | PC (Windows)                                                        |                                                  | DreamCatcher Interactive |                 |
| 2004 | Painkiller: Battle Out of Hell     | ПК (Windows)                                                        |                                                  | DreamCatcher Interactive |                 |
| 2006 | Painkiller: Hell Wars              | Xbox                                                                |                                                  |                          |                 |
| 2007 | Gears of War                       | Xbox 360, ПК (Windows)                                              | Портирование на ПК (Windows)                     | Microsoft Game Studios   |                 |
| 2008 | Gears of War 2                     | Xbox 360                                                            | Помощь в разработке                              | Microsoft Game Studios   |                 |
| 2011 | Gears of War 3                     | Xbox 360                                                            | Разработка пятого Акта                           | Microsoft Game Studios   |                 |
| 2011 | Bulletstorm                        | ПК (Windows), Xbox 360, PlayStation 3                               | Совместно с Epic Games                           | Microsoft Game Studios   | Electronic Arts |
| 2013 | Gears of War: Judgment             | Xbox 360                                                            | Совместно с Epic Games                           | Microsoft Game Studios   |                 |
| 2017 | Fortnite                           | ПК (Windows)                                                        | Совместно с Epic Games                           | Epic Games               |                 |
| 2017 | Bulletstorm: The Full Clip Edition | ПК (Windows), Xbox One, PlayStation 4, Nintendo Switch              | Переиздание Bulletstorm для современных платформ | Gearbox Publishing       |                 |
| 2021 | Outriders                          | ПК (Windows), Xbox One, Xbox Series X, PlayStation 4, PlayStation 5 |                                                  | Square Enix              |                 |